# Porcellio lamellatus
Porcellio lamellatus är en kräftdjursart som beskrevs av Gustav Budde-Lund 1885. Porcellio lamellatus ingår i släktet Porcellio och familjen Porcellionidae.

## Underarter
Arten delas in i följande underarter:
- P. l. sphinx
- P. l. fagei
- P. l. lamellatus
- P. l. madeirae